# Bahnhof Zimmern (Main-Tauber)
Der Bahnhof Zimmern (Main-Tauber), heute nur noch ein Haltepunkt, ist eine Betriebsstelle der Bahnstrecke Mosbach-Neckarelz–Würzburg-Heidingsfeld. Er liegt im Grünsfelder Stadtteil Zimmern im Main-Tauber-Kreis in Baden-Württemberg.

## Namen
Ursprünglich hieß der Bahnhof nur Zimmern, in den 1970er Jahren erhielt er den Zusatz Zimmern (b Grünsfeld). Am 15. Dezember 2024 wurde die Station in Zimmern (Main-Tauber) umbenannt.

## Empfangsgebäude
Das 1865 errichtete Empfangsgebäude des ehemaligen Bahnhofs befindet sich in der Lagerhausstraße 4 und steht unter Denkmalschutz. Es handelt sich um ein zweigeschossiges Hauptgebäude mit eingeschossigem Anbau im Osten. Es ist als Putzbau mit Eckquaderungen, Gesimsen sowie Tür- und Fensterrahmen aus Buntsandstein ausgeführt. Das Baudenkmal ist Teil der Sachgesamtheit Badische Odenwaldbahn.